# Ceratozetella fjellbergi
Ceratozetella fjellbergi är en kvalsterart som först beskrevs av Valerie M. Behan-Pelletier 1986.  Ceratozetella fjellbergi ingår i släktet Ceratozetella och familjen Ceratozetidae. Inga underarter finns listade i Catalogue of Life.